# 87式刺刀
87式刺刀（英語：QNL-87，全稱：87式多用途刺刀，以下简称为QNL-87）是一款由中国人民解放军随87式自动步枪的采用同时配用的战场多用途刀和刺刀。

## 歷史
1987年，QNL-87隨QBZ-87一同通過設計定型。
由於87式步枪只是在一段极为短暂的时间内生产的型号，连带87式刺刀也十分罕见。
正如中国将QBZ-87停產，转而生产95式步枪（QBZ-95）枪族，QNL-87也被同为多用途刺刀、只是参考对象改为M9刺刀的95式刺刀（QNL-95）所取代。

## 功能
除了作为步枪刺刀使用以外，QNL-87还能够砍削灌木、铰剪铁丝、鋸割钢筋、修銼金属构件，也可用于打开罐头、拧螺絲用途。
因此，QNL-87成为中国刺刀，从以前都是单功能刺刀或匕首，转変为都是多功能刺刀或匕首的转折点。

## 設計
正如QBZ-87是中国的第一种小口徑步槍，QNL-87亦是新研制的多功能作战辅助工具，由刺刀本体、刀鞘、掛帶所組成。
QNL-87的外形特征是参考了苏联AK系突击步枪第二型刺刀，但其刀柄的颜色与接近81式刺刀的刀身，为两者之间最明显的区别。
QNL-87具有170毫米（6.69英吋）的刀锋，而且刀身上具有81式刺刀所沒有的长孔套设计，可与其刀鞘头的驻笋组合成钳子，全刀绝缘，可铰断铁丝网。
QNL-87的刀板比較特殊的厚並且呈十字形，為刀式刺刀和釘式刺刀兩者的結合體。長達170毫米的刺刀刀尖为双刃。铁丝剪孔开在近刀身中间部位，可在最大限度以下不影响刀身的强度。
QNL-87兩側具有縱向加強突筋，突筋兩邊呈凹形血槽，表面鍍乳白鉻；特种高碳钢材優良極好，硬度達到60HRC，比合金钢高。
QNL-87以上較窄的黑色塑料刀柄，并具有防滑的表面，與並無刀柄的三棱式刺刀相比，這使得它可以用作匕首；而刀鞘則是黑色金属外殼，被汽车压过也不会变形，掛帶采用搭扣式，可穿插進內腰帶或者武裝帶。

## 使用國
- 中华人民共和国

## 外部連接
- （英文）—NN Bayonet Museum—Type 87（页面存档备份，存于）（誤稱為Type 85）